# Ślepiec Jordana
Ślepiec Jordana, śleporyb, śleporyb Jordana  (Astyanax jordani) – endemiczny gatunek słodkowodnej ryby z rodzaju Astyanax należący do rodziny kąsaczowatych (Characidae). Bywa hodowany w akwariach domowych.
Sprowadzony do Europy w 1951 roku, gdzie nie zdobył dużej popularności ze względu na wymagania hodowlane wiążące się z warunkami w jakich przebywają w naturze. 

## Zasięg występowania
Ameryka Środkowa. Zamieszkują meksykańskie podziemne cieki wodne i jaskinie w stanie San Luis Potosí, gdzie nie dociera światło słoneczne. 

## Charakterystyka
Są ślepe, ciało o barwie biało-różowym pokryte połyskującymi łuskami. Dorastają do 8-10 cm długości.

## Dymorfizm płciowy
Samica bardziej krępa i okrągła w partii brzusznej i bledsza.

## Warunki w akwarium
| Zalecane warunki w akwarium | Zalecane warunki w akwarium                           |
| --------------------------- | ----------------------------------------------------- |
| Zbiornik                    | mały lub średni                                       |
| Temperatura wody            | 18-22 °C                                              |
| Twardość wody               | 6-8°n                                                 |
| Skala pH                    | 6,5-7                                                 |
| Pokarm                      | żywy (doniczkowce, rozwielitki, rureczniki) i suszony |
| Uwagi                       |                                                       |

## Wymagania hodowlane
Zbiornik należy przyciemnić dla oddania naturalnego wyglądu w jakim w naturze znajdują się te ryby. W jasno oświetlonym, mimo że są ślepe wykazują większą nerwowość. W wystroju powinno się zapewnić im otoczenie bez roślinności, wśród roślin tracą orientację.

## Rozmnażanie
Do tarła przystępuje parka lub też odbywa się ono w grupie kilku sztuk w temperaturze dużo wyższej od tej, w której przebywają. Powinno się ono odbyć w zbiorniku większym. Charakterystyczną cechą tarła jest bardzo duża ilość ikry oraz duża objętość mleczka wydzielanego przez samce. Nadmiar mleczka może powodować procesy gnilne powodujące psucie się złożonej ikry. Złożoną ikrę tarlaki mogą zjadać, z tego powodu należy wyłożyć dno zbiornika siatką lub drobnym żwirem a po tarle dorosłe należy odłowić.
Ikra rozwija się szybko, już po dobie wykluwa się narybek by po dwóch dniach rozpocząć swobodne poruszanie się w zbiorniku. Młode ryby rodzą się z wykształconymi oczami. Z czasem ich organ wzroku zanika. Pokarmem dla narybku w pierwszych dniach życia są orzęski, doniczkowce i drobny plankton. Już po 4 miesiącach młoda ryba jest gotowa do rozmnażania.
UwagaWśród młodych ryb może dojść do selektywnego kanibalizmu.